# Caridina moeri
Caridina moeri е вид десетоного от семейство Atyidae. Видът не е застрашен от изчезване.

## Разпространение и местообитание
Разпространен е в Демократична република Конго и Зимбабве.
Обитава сладководни басейни и реки.